# Internet Broadway Database
L'Internet Broadway Database, abbreviato spesso semplicemente in IBDB, è un database online di informazioni sugli spettacoli teatrali di Broadway.
Il sito contiene informazioni sin dalle prime produzioni teatrali del 1700 ed è stato concepito nel 1995 da Karen Hauser, capo del Dipartimento di ricerca della "Lega statunitense di teatri e produttori", chiamata The Broadway League.